# Hadingus
Hadingus (... – ...) è stato uno dei primi leggendari re di Danimarca, secondo quanto riportato da Saxo Grammaticus in Gesta Danorum, dove si trova una sua dettagliata biografia. Georges Dumézil ed altri hanno arguito che Gram era parzialmente modellato sul dio Njörðr.

## Gesta Danorum
Hadingus era il figlio di Gram e Signe, figlia del re finnico Sumble. Gram rapisce Signe, ne uccide il marito Enrico re di Sassonia, ela porta in Danimarca, dove nacque Hadingus. Quando Gram viene ucciso da Swipdag, re di Norvegia, Hadingus viene portato in Svezia e diviene il favorito del gigante Wagnofthus e di sua figlia Harthgrepa. Egli è desideroso di diventare un guerriero, ma Harthgrepa cerca di dissuaderlo dal farlo allo scopo di entrare in un quasi-incestuoso rapporto d'amore con se stessa. 
Hadingus accetta gli abbracci di Harthgrepa e quando decide di tornare in Danimarca lei lo accompagna. Dopo aver resuscitato un uomo dalla morte per ottenere informazioni, Harthgrepa viene uccisa da esseri soprannaturali. A questo punto Hadingus acquisisce un nuovo mecenate, Odino, che gli predice il futuro e gli dà dei consigli.
Conduce guerre nei Paesi Baltici e ottiene la vittoria e la fama. Ritorna poi in Scandinavia, dove sconfigge Suibdagerus, uccisore di suo padre, e diventa re di Danimarca. Come re ha una movimentata vita davanti a sé. Combatte contro norvegesi e svedesi, offende un dio avendo ucciso un animale divino e espia la pena offrendo un sacrificio a Freyr. Salva la principessa Regnilda dai giganti e la prende in moglie, visita l'inferno, partecipa a più guerre e muore impiccandosi davanti ai suoi sudditi.
La storia di Hadding è stata trasformata in un romanzo dallo scrittore Poul Anderson, nel suo libro War of the Gods.